# Enrique Lizalde

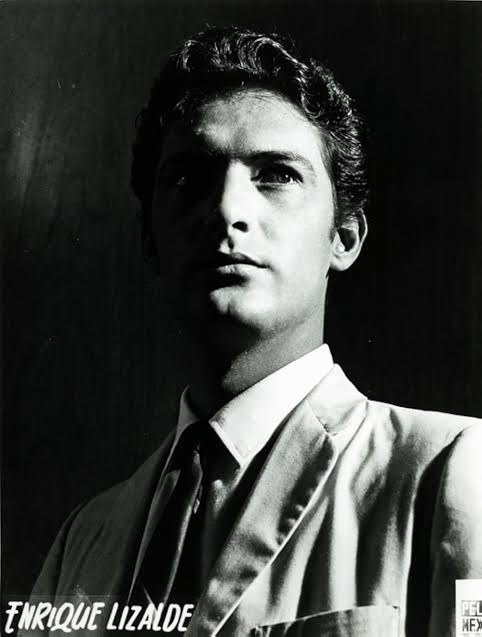
Enrique Lizalde

Enrique Lizalde Chávez (Tepic, 9 de enero de 1937-Ciudad de México, 3 de junio de 2013), conocido artísticamente como Enrique Lizalde, fue un actor mexicano de cine, teatro y televisión.

## Biografía
Nació en Tepic, Nayarit el 9 de enero de 1937[cita requerida]; fue hijo de Juan Ignacio Lizalde y de Luisa Elena Chávez, hermano del escritor Eduardo Lizalde y primo del cantante Óscar Chávez. Intérprete dueño de una recia presencia y excelente voz, realizó estudios de literatura, los que abandonó atraído por la actuación. Inició su carrera como actor en el cine a principios de la década de los 60. Destacó como galán en la televisión a mediados de la misma década. Junto a Joaquín Cordero y Julio Alemán formaba el trío de los galanes de lujo del Cine Mexicano. También trabajó en el teatro. Se casó con la actriz Tita Grieg. Activista gremial, formó parte de los fundadores del Sindicato de Actores Independientes (S.A.I.).

## Muerte
Murió el 3 de junio de 2013 a la edad de 76 años, víctima de un cáncer hepático. Su muerte se produjo a las 9 a. m., cuando se encontraba en compañía de su esposa Tita Grieg, explicó uno de los hijos del actor. Sus restos fueron velados en una agencia funeraria ubicada al sur de la Ciudad de México. El cuerpo de Lizalde fue cremado el 4 de junio al mediodía y llevado a un nicho del Panteón Jardín en México.

## Filmografía

### Telenovelas
- Mañana es para siempre (2008-2009) — Juez
- Amor sin maquillaje (2007) — Él mismo
- Heridas de amor (2006) — Gonzalo San Lorente
- Entre el amor y el odio (2002) — Rogelio Valencia
- La intrusa (2001) — Rodrigo Junquera #1
- Cuento de Navidad (1999-2000) — Arsenio
- Camila (1998-1999) — Armando Iturralde
- La usurpadora (1998) — Alessandro Farina
- Esmeralda (1997) — Don Rodolfo Peñarreal
- María la del barrio (1995-1996) — Lic. Abelardo Armenteros
- Si Dios me quita la vida (1995) — Enrico De Marchi
- Corazón salvaje (1993-1994) — Noel Mancera
- Triángulo (1992) — Salvador Granados
- Alcanzar una estrella (1990) — Mariano Casablanca
- Balada por un amor (1989-1990) — Marcelo Portugal
- Dulce desafío (1988-1989) — Santiago Sandoval
- Los años felices (1984-1985) — Adrián
- Chispita (1982-1983) — Alejandro de la Mora
- El árabe (1980) — Ahmed Ben Hassan
- Caminemos (1980-1981) — Ricardo
- Mamá Campanita (1978-1979) — Gerardo Rodena
- La venganza (1977) — Javier Narváez
- Barata de primavera (1975-1976) — Eduardo Lozano
- La tierra (1974-1975) — Álvaro
- Cartas sin destino (1973) — Javier
- El vagabundo (1971) — Gerardo Rojas
- La maestra (1971)
- Cristo negro (1971)
- Los Caudillos (1968-1969) — Lisandro Jiménez
- Leyendas de México (1968)
- Estafa de amor (1968) — Gustavo Torrealba
- La tormenta (1967) — Gabriel Felipe Paredes
- Más fuerte que tu amor (1966-1967) — Guillermo Fedei
- El derecho de nacer (1966-1967) — Alberto Limonta
- Corazón salvaje (1966) — Juan del Diablo
- Abismo (1965) — Omar
- La mentira (1965) — Demetrio
- Llamado urgente (1965) — Rodolfo
- Maximiliano y Carlota (1965) — General Mejía
- La mujer dorada (1964) — Lucio
- Gabriela (1964) — Lorenzo
- Eugenia (1963) — Alfonso
- El profesor Valdez (1962)

### Series
- Mujer, casos de la vida real (1998-2007) - Varios personajes

### Cine
- Violeta (1997)
- Pelearon diez rouns (1991)
- Más allá de la muerte (1986) — Javier
- Ángela Morante, crimen o suicidio (1981) — Roberto Lobo
- Oficio de tinieblas (1980) — Oficial de Gobierno
- María de mi corazón (1979) — Anfitrión de la fiesta
- La dama del alba (1974) — Martín
- Satanás de todos los horrores (1974) — Roberto Ortiz
- El hombre y la bestia (1973) — Dr. Enrique Duval/Eduardo Rail
- El monasterio de los buitres (1973) — Padre Prior
- Las vírgenes locas (1972) — Cipriano Altamira
- Rosario (1971) — Gabriel
- La noche violenta (1970)
- La buscona (1970)
- La mentira (1970) — Demetrio De San Telmo
- Sexo y crimen (1970) — Dr. Arturo Zavala
- Almohada para tres (1969) — Mario Lozano
- La maestra inolvidable (1969) — Luis Piñeiro
- Las visitaciones del diablo (1968) — Lisardo
- Corona de lágrimas (1968) — Fernando Chavero
- El escapulario (1968) — Pedro
- Estrategia matrimonial (1968) — Raúl
- Nosotros los jóvenes (1968) — Julio Jr.
- El asesino se embarca (1967) — Víctor Medina
- Los años verdes (1967)
- Viento negro (1965) — Jorge Iglesias
- He matado a un hombre (1964) — Carlos
- Las Troyanas (1963) — Taltibio, heraldo

### Director de escena
- Segunda parte de Si Dios me quita la vida (1995) (en locación)
- Primera parte de Los años felices (1984-1985)
- Segunda parte de Amalia Batista (1983-1984)

## Premios y nominaciones

### Premios TVyNovelas
| Año  | Categoría          | Telenovela               | Resultado |
| ---- | ------------------ | ------------------------ | --------- |
| 2007 | Mejor primer actor | Heridas de amor          | Nominado  |
| 1998 | Mejor primer actor | Esmeralda                | Nominado  |
| 1996 | Mejor primer actor | Si Dios me quita la vida | Ganador   |
| 1994 | Mejor primer actor | Corazón salvaje          | Nominado  |
| 1991 | Mejor primer actor | Alcanzar una estrella    | Nominado  |

## Familia
Su hermano, Eduardo Lizalde, fue escritor, poeta, académico y locutor. Su primo, Óscar Chávez, fue actor, cantautor, investigador de música, director de teatro y poeta.